# Woldemar Götz
Woldemar Götz (* 1930; † 1996) war ein deutscher Astronom.
Götz versuchte nach dem Abitur Physik zu studieren, wurde jedoch nicht akzeptiert. 1949 kam er zur Sternwarte Sonneberg und arbeitete dort zunächst als Rechner bei der Auswertung der Daten veränderlicher Sterne.
Ab 1952 leistete er zusammen mit Wolfgang Wenzel und Gerold Richter über Jahrzehnte eigenständige Forschungsarbeit bei Sternspektren veränderlicher Sterne. Nebenbei studierte er im Fernstudium Feinwerktechnik und schloss diese Ausbildung 1960 ab. 1980 promovierte er über das Verhalten von jungen Veränderlichen Sternen. 1986 wurde er schließlich Leiter der Sternwarte Sonneberg.
Die Begutachtung der Sternwarte Sonneberg durch den Wissenschaftsrat empfand er als unangebrachte Herrschaftsmanier und schickte am Tage des Besuches des Gutachtergremiums alle Mitarbeiter auf Zwangsurlaub. Das Gutachtergremium unter Leitung von Gerhard Haerendel verstand diesen Protest nicht, sodass die leere Sternwarte eine unbeabsichtigte desaströse Wirkung entfaltete: der Wissenschaftsrat empfahl, die Sternwarte zu schließen. Auf Intervention von Woldemar Götz wurde der Schließungsbeschluss von 1991 für die Sternwarte nochmals drei Jahre aufgeschoben. Die Leitung der Sternwarte übernahm 1991 Hans-Jürgen Bräuer, der vergeblich versuchte den Schließungsbeschluss aufheben zu lassen. Mit seinen Interventionen erreichte Bräuer aber wenigstens, dass das wertvolle Fotoplattenarchiv zur wissenschaftlichen Auswertung in der Sonneberger Sternwarte verblieb.